# Vernonia noveboracensis
Vernonia noveboracensis là một loài thực vật có hoa trong họ Cúc. Loài này được (L.) Michx. miêu tả khoa học đầu tiên năm 1803.